# Giovanni Capellini
Giovanni Capellini (23 de agosto de 1833 - 28 de mayo de 1922) fue un naturalista, paleontólogo, geólogo, político italiano. Fue senador del reino de Italia en la XVIIª legislatura.
Acuñó la expresión «Mente et malleo» ('con la mente y el martillo'), para el logotipo del 2º Congreso Geológico Internacional, celebrado en Bolonia en 1881, y se usa desde entonces como lema internacional de los geólogos.

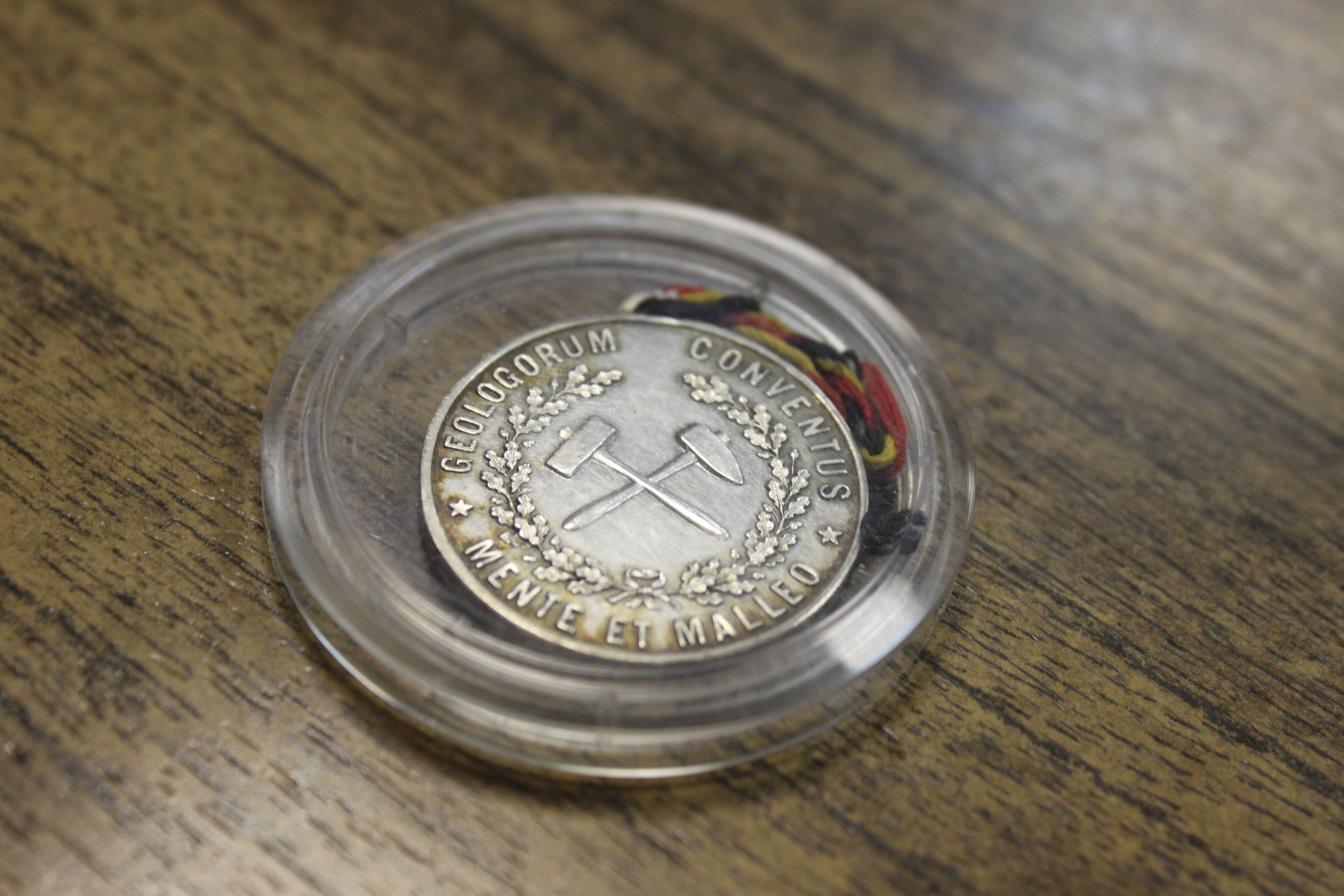
Medalla conmemorativa de un Congreso Geológico Internacional con los lemas acuñados por Capellini: «Geologorum conventus. Mente et malleo».

## Condecoraciones
A lo largo de su vida recibió las siguientes condecoraciones:
- Gran oficial de la Orden de la Corona de Italia.
- Comendador de la Orden de los Santos Mauricio y Lázaro.
- Caballero de la Orden de Nuestra Señora de la Concepción de Villaviciosa.
- Comendador de la Orden de Santiago de la Espada.
- Caballero de la Legión de Honor.
- Comendador de la Orden de Dannebrog
- Comendador de la Orden de la Estrella Polar
- Comendador de la Orden del Salvador
- La abreviatura «Capellini» se emplea para indicar a Giovanni Capellini como autoridad en la descripción y clasificación científica de los vegetales.[3]